# Η
Η, η（エータ、イータ、古代ギリシア語: ἦτα エータ、ギリシア語: ήτα イタ、ギリシア語ラテン翻字: ēta）はギリシア文字の第7番目の文字。数価は8。音価は古典では/eː/、現代語では/i/。
ラテンアルファベットのH、キリル文字のИはこの文字を起源とする。
この一字でギリシャ語の女性定冠詞単数を表す。例）η Ελλάδα（ギリシャ)

## 起源
フェニキア文字 𐤇 （ヘート）に由来し、早期にはのように書かれた。古くは子音[h]を表したが、東部イオニア方言やクレタ島の方言ではこの子音が消滅し、イオニア式アルファベットでは母音を表すために転用された。イオニア式アルファベットが標準化した後にも一部の方言には[h]音が残り、マグナ・グラエキアではこの音を「Ͱ」で表した。後には気息記号でhの有無を示すようになった。
イオニア方言・アッティカ方言では本来の長母音[aː]が[æː]のように前舌化し、母音字としての「Η」は当初この音を表した（例：μήτηρ「母」、ドーリア方言形 μάτηρ）。その後この音が広い[ɛː]と合流したため、「Η」で両者を表すようになった。
西暦150年以降に「η」は狭母音「ι」と混同されはじめ、キリル文字やグラゴール文字では両者が音声上区別されていない。

## 記号としての用法
- 小文字の「η」は、
  - 音声記号として[ŋ]（軟口蓋鼻音）の代用として使われることがある。
  - 数学で、ξに次ぐ第 2 の未知数として用いられることがある。また、デデキントのイータ関数を表す。
  - 物理学において、ミンコフスキー計量 ημν=ημν=diag(+1,-1,-1,-1) or diag(-1,+1,+1,+1) を表す。
  - 錯体化学ではハプトと読まれ、金属原子に対する配位数を明示する記号として使用される。
- 粘性係数として用いられることがある。
- エネルギー効率を表す記号として用いられる。

## 符号位置
| 大文字 | Unicode | JIS X 0213 | 文字参照             | 小文字 | Unicode | JIS X 0213 | 文字参照             | 備考 |
| ------ | ------- | ---------- | -------------------- | ------ | ------- | ---------- | -------------------- | ---- |
| Η      | U+0397  | 1-6-7      | &Eta; &#x397; &#919; | η      | U+03B7  | 1-6-39     | &eta; &#x3B7; &#951; |      |
| Ή      | U+0389  | -          | &#x389; &#905;       | ή      | U+03AE  | -          | &#x3AE; &#942;       |      |